# Jewgienij Rudakow (funkcjonariusz)
Jewgienij Wasiljewicz Rudakow (ros. Евгений Васильевич Рудаков, ur. w październiku 1905 w Petersburgu, zm. 1970 w Moskwie) – radziecki funkcjonariusz organów bezpieczeństwa, pułkownik, zastępca ludowego komisarza bezpieczeństwa państwowego Litewskiej SRR (1944–1945).

## Życiorys
Do 1921 uczeń technikum rolniczego, od sierpnia 1923 do listopada 1924 w wojskowej szkole technicznej Piotrogrodzkiego/Leningradzkiego Okręgu Wojskowego, od kwietnia do czerwca 1925 sekretarz okręgowej szkoły budownictwa radzieckiego i partyjnego, później pracownik ochrony kolei. Od kwietnia 1926 do listopada 1928 pracownik techniczny i pomocnik pełnomocnika wydziału tajnego Pełnomocnego Przedstawicielstwa OGPU Leningradzkiego Okręgu Wojskowego, od listopada 1928 do marca 1936 starszy pełnomocnik wydziału tajnego/tajno-politycznego Pełnomocnego Przedstawicielstwa OGPU/Zarządu NKWD Kraju Północnego, od marca 1936 do sierpnia 1937 pełnomocnik operacyjny Oddziału XI Wydziału Tajno-Politycznego i Oddziału V Wydziału IV Głównego Zarządu Bezpieczeństwa Państwowego, od 7 kwietnia 1936 porucznik bezpieczeństwa państwowego. Od września 1931 kandydat na członka, a od marca 1940 członek WKP(b). Od września 1937 do kwietnia 1939 szef oddziału operacyjnego, pomocnik szefa Wydziału Tajno-Politycznego UGB, inspektor grupy inspektorskiej Zarządu NKWD obwodu saratowskiego, od kwietnia 1939 do sierpnia 1940 szef Oddziału II, zastępca szefa Wydziału II/Sekcji Śledczej Zarządu NKWD obwodu murmańskiego, od sierpnia 1940 do 14 stycznia 1941 szef Oddziału II wydziału Głównego Zarządu Bezpieczeństwa Państwowego, od stycznia do marca 1941 szef Oddziału XIV Wydziału II Głównego Zarządu Bezpieczeństwa Państwowego, od marca do 13 sierpnia 1941 szef Oddziału V Wydziału IV Zarządu III NKGB ZSRR, od 4 maja 1941 starszy porucznik bezpieczeństwa państwowego. Od 13 sierpnia do 5 grudnia 1941 szef Oddziału I Wydziału III Zarządu III NKWD ZSRR, 23 listopada 1941 awansowany na kapitana bezpieczeństwa państwowego, od 5 grudnia 1941 do 26 czerwca 1942 szef Oddziału II Wydziału III Zarządu III NKWD ZSRR, od czerwca 1942 do maja 1943 zastępca ludowego komisarza spraw wewnętrznych Czeczeńsko-Inguskiej ASRR, od 11 lutego 1943 podpułkownik. Od 7 maja 1943 do 11 marca 1944 ludowy komisarz bezpieczeństwa państwowego Czeczeńsko-Inguskiej ASRR, od 27 lipca 1943 pułkownik, od stycznia do marca 1944 szef Zarządu NKGB okręgu grozneńskiego, od 30 marca do 7 kwietnia 1944 szef Zarządu NKGB obwodu grozneńskiego. 
Jeden z głównych uczestników ludobójczej operacji „Soczewica”, czyli deportacji Czeczenów i Inguszy na Syberię w lutym-marcu 1944. 
W maju-czerwcu 1944 zastępca szefa, a od 10 czerwca do 12 lipca 1944 p.o. szefa Grupy Operacyjnej NKGB Litewskiej SRR, od 12 lipca 1944 do 11 lipca 1945 zastępca ludowego komisarza bezpieczeństwa państwowego Litewskiej SRR. Od 16 grudnia 1944 szef sektora operacyjnego NKGB/NKWD w Wilnie, od lipca do października 1945 w rezerwie NKGB ZSRR, od listopada 1945 do 4 stycznia 1946 szef Grupy Operacyjnej Aparatu Pełnomocnego NKGB/NKWD ZSRR w Prusach Wschodnich, od 4 stycznia do 3 maja 1946 zastępca pełnomocnika NKGB/MGB ZSRR w Prusach Wschodnich, od 3 maja do 13 września 1946 szef Grupy Operacyjnej MGB w obwodzie królewieckim. Od 13 września 1946 do 8 sierpnia 1946 szef Zarządu MGB obwodu królewieckiego, od 8 sierpnia 1949 do 14 czerwca 1952 szef Zarządu MGB obwodu czelabińskiego, od 14 czerwca 1952 do 19 marca 1953 szef Zarządu MGB obwodu czystopolskiego, od 19 marca do 11 czerwca 1953 szef Zarządu MWD obwodu odeskiego, później w stanie spoczynku, pracował w moskiewskiej fabryce „Sierp i Młot”, od czerwca 1958 na emeryturze.

## Odznaczenia
- Order Lenina (25 lipca 1949)
- Order Czerwonego Sztandaru (trzykrotnie - 8 marca 1944, 3 listopada 1944 i 31 maja 1945)
- Order Czerwonej Gwiazdy (17 stycznia 1943)